# 문진용
문진용(한국 한자: 文眞勇, 1991년 12월 14일 ~ )은 대한민국의 축구 선수이며 포지션은 센터백이다. 현재 파주시민축구단 소속이다.

## 클럽 경력
2013년 K리그 드래프트에서 2순위로 지명되어 전북 현대 모터스에 입단하며 프로 무대에 입문하였으며, 6월 30일 경남 FC와의 리그 경기에서 데뷔전을 치렀다.
시즌 도중 최강희 감독이 재부임한 이후에는 간간히 기회를 부여 받으며 2013시즌 6경기 출장을 기록하였지만 2014시즌에는 ACL리그 한경기에 출장하였다.
2015년 출전 기회를 잡고자 대구 FC로 이적하였다. 3월 부천 FC 1995와 경기를 통해 대구 입단 후 첫 경기를 치렀으나, 이후 큰 부상으로 인해 출장기회를 잡지 못하였다.
2017년 출전 기회를 잡고자 대전 시티즌으로 이적하지만, 시즌 중반까지 윤신영, 김진규, 박주성 등의 밀려 출전 기회를 잡지 못하다가 9월 10일에 아산 무궁화 FC와의 경기에서 부상당한 장준영을 대신해 교체 투입되며 대전 입단 후 첫 경기를 치렀고, 이날 경기서 전방에 배치되어 좋은 활약을 펼치며 김찬희의 골을 어시스트하였고, 활약을 인정받아 K리그 챌린지 29라운드 베스트일레븐에 선정되었다.
2018시즌을 앞두고 강릉시청 축구단에 입단했다.
2019년 2월, 팀에서 퇴단했다. 이후 반 시즌간 태국에서 보낸후 2019년 7월, 파주시민축구단에 입단했다.